# Alfa Pyxidis
Alfa Pyxidis (α Pyxidis, förkortat Alfa Pyx, α Pyx) som är stjärnans Bayerbeteckning, är en ensam stjärna belägen i den sydvästra delen av stjärnbilden Kompassen. Den har en skenbar magnitud på 3,67 och är synlig för blotta ögat. Baserat på parallaxmätning inom Hipparcosuppdraget på ca 3,7 mas, beräknas den befinna sig på ett avstånd på ca 880 ljusår (ca 270 parsek) från solen.

## Egenskaper
Alfa Pyxidis är en blå jättestjärna av spektralklass B1.5 III och är en Beta Cephei-variabel. Den har en massa som är ca 11 gånger större än solens massa, en radie som är ca 6,3 gånger större än solens och utsänder från dess fotosfär ca 10 000 gånger mera energi än solen vid en effektiv temperatur på ca 24 000 K.
Stjärnor som Alfa Pyxidis med en massa av mer än 10 solmassor förväntas avsluta sitt liv genom att explodera som en supernova.